# Plăvaie

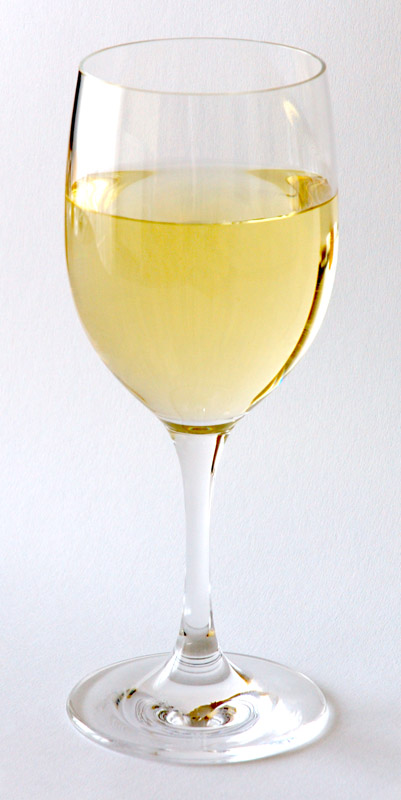
Plăvaie

Plăvaie este un soi autohton cultivat de sute de ani în Moldova, în cinci  centre viticole din Vrancea. Vinul este ușor, sec, vioi. Acest vin „astâmpără setea” și produce o senzație plăcută și îmbietoare. Un vin slab alcoolic care se consumă tânăr, în primul an de viață.

## Istorie
Acest soi era întâlnit în aproape toate podgoriile existente în spațiul românesc cuprins între Carpați și Nistru. Dar cele mai mari suprafețe cu soiul Plăvaie se găseau mai mult în „țara de jos” a Moldovei istorice. De exemplu, în podgoria Panciu, plantațiile făcute cu soiul Plăvaie (cunoscut aici sub sinonimul de Plăvana) constituiau aproape jumătate din întreaga suprafață cultivată cu viță de vie. De aceea, poate, fiind aproape de „țara Vrancei”, vinurile de Plăvaie, alături de cele de Galbenă de Odobești, au catalizat inspirația autorilor anonimi, creând pe aceste plaiuri mioritice adevărate comori ale folclorului românesc. Soiul Plăvaie a beneficiat de multe sinonime. Dintre care amintim: Plăvana, Bălana, Bălaia, Poama plăvaie etc. Datorită calităților pe care le are, Plăvaie se întâlnește cultivat în multe alte țări: Ucraina, Kazahstan, Kârgâzstan, Slovacia, Serbia, Ungaria, Austria, Bulgaria, în fiecare din acestea având sinonime specifice.

## Descriere
Plăvaie este un soi autofertil, deci nu necesită fecundație încrucișată, și se cultivă de obicei în plantații pure. Trebuie precizat că Plăvaie se adaptează bine la climatul temperat. Față de multe alte soiuri are vigoare mare, creșterea lăstarilor
într-un an vegetativ depășește cu mult trei metri.
Având o fertilitate potențială ridicată și puterea de a suporta un mare număr de muguri pe butuc, soiul Plăvaie dă producții de struguri mari și uneori chiar foarte mari. Astfel, pe un butuc se poate ajunge până la 8-10 kilograme, iar pe hectar, în anii foarte favorabili, până la circa 40.000 kg. Strugurii au în medie 170 g și ajung la o lungime de 16-18 cm, de formă cilindrică, ușor aripați. În general, acești struguri sunt foarte compacți, la maturitate boabele, presându-se între ele, devin deformate și turtite lateral. Pe partea expusă la soare, boabele sunt verzi-gălbui, slab rumenite, cu numeroase puncte ruginii. În general, strugurii acumulează în medie 160-170 g/l zaharuri, uneori chiar mai mult, din care rezultă vinuri albe ce se încadrează, conform ultimelor legislații, în categoria vinurilor de masă. Din soiul Plăvaie se obțin vinuri seci, de consum curent, cu o tărie alcoolică de 9°-10° și o aciditate corespunzătoare de 4-5 g/l. Aceste vinuri au o culoare galben-verzuie, cu aromă discretă, iar gustul este destul de plăcut și atrăgător.
Acest vin este bine să se consume tânăr, în timp de un an de la preparare, pentru a beneficia din plin de prospețimea de care dispune. Vinul obținut din soiul Plăvaie poate constitui și o bună materie primă pentru producerea unui anumit gen de vinuri spumante, cât și a distilatelor de vin. 